# Basket Case
Basket Case è un film del 1982 diretto da Frank Henenlotter. Il soggetto presenta reminiscenze della storia a fumetti The Basket!, contenuta in The Haunt of Fear #7 del maggio/giugno 1951, in cui il personaggio principale portava sempre in una cesta il proprio gemello siamese, ridotto alla sola testa dopo la separazione, il quale lo obbligava a saziare i suoi appetiti. A sua volta, questo fumetto era una rielaborazione del racconto Il nano (The Mannikin, 1937) di Robert Bloch. 

## Trama
Un giovane, Duane Bradley, si reca in un hotel malfamato di New York portando con sé un grosso cesto di vimini (in inglese basket case, da cui il titolo del film) chiuso con un lucchetto. Durante la sua permanenza nell'alberghetto iniziano a capitare strani fatti: alcune persone vengono terrorizzate da "qualcosa" e un ladruncolo viene ritrovato ucciso.
Col proseguire del film, si scopre che all'interno del cesto c'è Belial, il mostruoso fratello siamese di Duane. Nel flashback si scopre che Belial era provvisto solo di un torso deforme, le due braccia e la testa ed era attaccato al fianco di Duane. Incapace di parlare ma in grado di comunicare telepaticamente con il fratello, Belial era malvisto dal padre, che decise di effettuare un intervento di separazione contro la volontà dei figli e degli altri familiari. L'uomo ingaggiò tre medici evidentemente non qualificati a compiere l'intervento (tra cui una veterinaria), che causarono immensi dolori ai due ragazzini. Belial, creduto morto, era stato gettato in un sacco della spazzatura, e Duane apparentemente aveva iniziato a vivere normalmente.
Anni dopo, una volta eliminato il padre, Duane si reca a New York portando con sé il fratello (divenuto nel frattempo molto più forte), allo scopo di eliminare anche i tre dottori responsabili della loro separazione. Belial fa a pezzi con facilità i tre dottori, ma al tempo stesso inizia a covare risentimento verso il fratello che sempre più spesso lo lascia solo nel suo cesto.
Duane si innamora, ricambiato, di Sharon, la segretaria di uno dei dottori uccisi, e ciò scatena la gelosia di Belial, trascinando il film verso un tragico finale.

## Produzione
Il film fu girato in 16 millimetri. Il regista Henenlotter non ebbe il controllo della fase post-produzione e il risultato fu un film scuro, torbido e convertito in un differente rapporto d'aspetto. Il film venne girato in parte nella 42ª strada di Manhattan. Il regista scrisse il film mentre camminava intorno a Times Square, che egli definì "un'atmosfera meravigliosa".
Gli effetti speciali per Belial consistono in un burattino in alcune scene e nell'utilizzo della stop motion in altre. Quando la mano di Belial è vista attaccare le sue vittime, quella mano è un guanto indossato dal regista. Il burattino a grandezza naturale è visto anche nelle scene dove Belial è in presenza di un altro un attore o dove i suoi occhi brillano di rosso. Per le scene della furia di Belial si utilizzò l'animazione in stop motion.

## Accoglienza
Nonostante Basket Case sia un film realizzato con un budget estremamente basso da un regista di nicchia, e interpretato da attori sconosciuti, esordienti o non professionisti, è ancor oggi ben ricordato dagli appassionati del genere anche in virtù di queste caratteristiche.
La ristrettezza di mezzi con cui Henenlotter ha realizzato il film non gli ha impedito di realizzare un'opera disturbante e inquietante; l'efficacia del film è inoltre acuita dall'ambientazione degradata in cui si svolge (il film fu girato nei veri bassifondi di New York).
Lo stesso forse non si può dire dei suoi seguiti, Basket Case 2 e Basket Case 3: The Progeny, che pur godendo di un budget nettamente superiore, utilizzato anche per realizzare migliori effetti speciali e nuove creature mostruose, virano maggiormente su un tono grottesco e semi-comico piuttosto che sull'orrore puro, risultando così meno originali.
Il film è stato distribuito in Italia sia in VHS che in DVD.

## Sequel
- Basket Case 2 (1990)
- Basket Case 3: The Progeny (1992)

## Curiosità
Quasi tutti gli attori erano non professionisti; la maggior parte di loro non ha più recitato in nessun altro film. Buona parte dei nomi nei titoli di coda sono falsi, dato che in realtà solo quattro persone hanno collaborato con il regista a realizzare questo film.
Quando Duane arriva all'albergo, per far vedere al proprietario che è in grado di pagare gli mostra una mazzetta di banconote arrotolate. Secondo il regista quei soldi erano l'intero budget del film. Il nome dell'alberghetto è "Hotel Broslin": in realtà non esiste a New York alcun albergo con quel nome, ma è stata creata apposta un'insegna e le scene in interni sono state girate nei luoghi più svariati.